# Стэр, Филип Уилсон
Филип Уилсон Стэр (англ. Philip Wilson Steer; 28 декабря 1860, Беркенхед, Мерсисайд — 18 марта 1942) — английский художник.

## Жизнь и творчество
Ф. У. Стэр родился в семье художника-портретиста Филипа Стэра (1800—1871). В возрасте 18 лет, решив стать живописцем, Стэр поступает в глостерскую Школу искусств, в 1880—1881 учится в Школе художников в Южном Кенсингтоне. Затем продолжает обучение в Лондоне, в Королевской академии художеств. В 1882—1884 годах художник берёт уроки в парижской Академии Жюлиана, а затем в Школе изящных искусств, у Александра Кабанеля. В 1892-1895 годы выставляется в Королевской академии изящных искусств. 
Филип У. Стэр являлся одним из лидеров английских импрессионистов и основателей Ново-английского клуба художников в 1886 году. Основным жанром в его творчестве были пейзажи. В 1893 году становится профессором живописи в школе изящных искусств Слейда, и преподаёт здесь до 1930 года. В годы Первой мировой войны Стэр был направлен в британское Министерство информации, руководимое лордом Бивербруком, где создавал агитационные полотна и рисунки (в основном — ВМС Великобритании). Кавалер британского Ордена Заслуг. В 1927 году у художника возникают проблемы со зрением, он слепнет на один глаз, но продолжает рисовать вплоть до 1940 года (в последние годы - преимущественно абстрактного содержания).
Автопортрет Филипа У. Стэра хранится в галерее Уффици, во Флоренции.

## Галерея

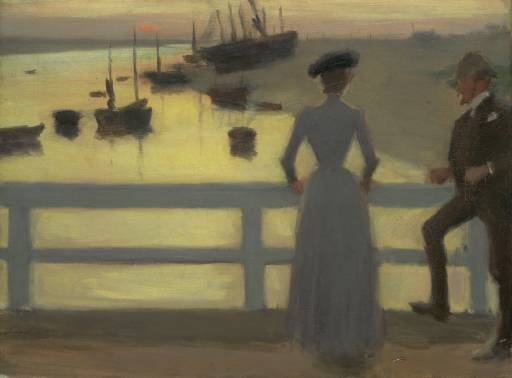
На мосту (1887)
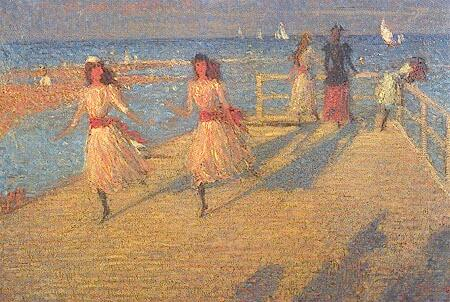
Бегущие девушки (ок. 1894)
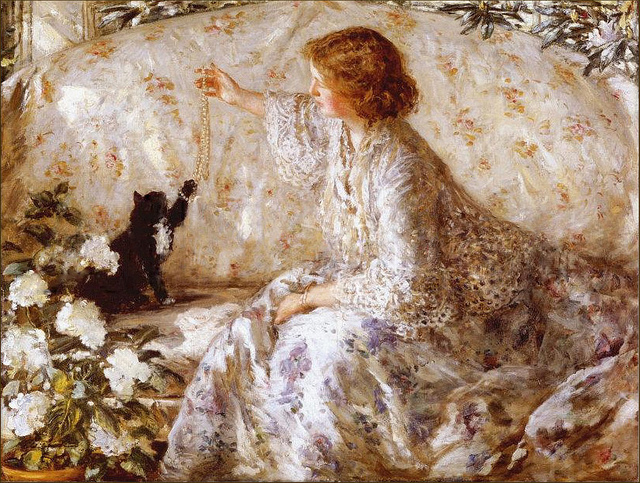
Портрет Этель Варвик (1895)
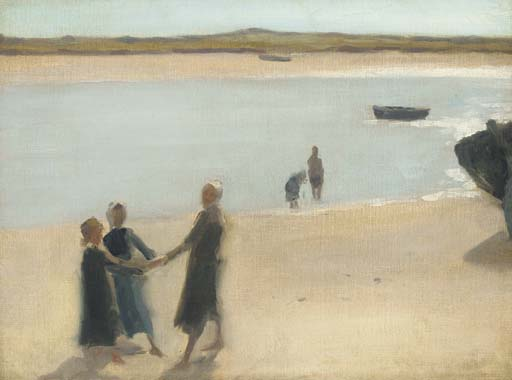
Дети рыбака (1887)